# Quique Martín (football, 1925)
Pour l’article homonyme, voir Quique Martín.
 (juin 2014).
Si vous disposez d'ouvrages ou d'articles de référence ou si vous connaissez des sites web de qualité traitant du thème abordé ici, merci de compléter l'article en donnant les références utiles à sa vérifiabilité et en les liant à la section « Notes et références ».
Enrique Martín Navarro, plus connu comme Quique Martín, né à Valladolid (Espagne) le 3 juin 1924, et mort le 12 avril 2016, est un footballeur espagnol qui jouait au poste de gardien. Il a aussi été entraîneur.

## Biographie
Quique Martín naît à Valladolid mais il passe son enfance entre Castellón et Valence. Son père, Guardia civil, disparaît lors d'une révolte à Séville. Sa mère était catalane et avait de la famille à Castellón.
Quique commence à jouer au football dans l'équipe de son internat, Salesianos de Valence. Il joue ensuite avec le Sindicato de Estudiantes Universitarios (SEU) à Castellón. Il pratique aussi la natation et le basket-ball. Au football, il joue au poste de milieu de terrain défensif et il se faisait remarquer pour son physique d'athlète. Villarreal le recruta à l'âge de 15 ans et l'incorpora au club après la Guerre civile.
CD Castellón le recrute en 1941 alors qu'il est âgé de 17 ans pour jouer avec l'équipe amateur. Lors de la saison 1942-1943, il est appelé par l'entraîneur Emilio Vidal pour jouer en équipe première au poste de gardien de but car les deux titulaires, Pérez et Nebot, étaient blessés. Quique Martín débute à ce poste le 17 janvier 1943 au stade de San Mamés contre l'Athletic Bilbao (défaite 4 à 0). Malgré cette défaite, Quique prend goût au fait d'être gardien.
En 1943, Quique arrive à Barcelone dans le but de se faire recruter par l'Espanyol. Il ne parvient pas à trouver un accord avec ce club et il est finalement recruté par le FC Barcelone. Quique Martín défend les buts du FC Barcelone entre 1943 et 1950. Il débute avec le Barça entraîné par Nogués au stade de Les Corts contre l'Athletic Bilbao (3 à 3) le 26 septembre 1943. Il remporte trois championnats d'Espagne avec Barcelone (1944-1945, 1947-1948 et 1948-1949) et la Copa de Oro Argentina (1945-1946).
Lors de ses trois dernières saisons au FC Barcelone, il ne joue aucun match ni de championnat ni de Coupe d'Espagne en raison de nombreuses blessures et d'une concurrence féroce de la part de Velasco puis d'Antoni Ramallets qui relèguent Quique Martín sur le banc.
En 1950, il quitte le Barça pour rejoindre Valence CF où il succède au gardien Eizaguirre. Il reste à Valence jusqu'en 1957. Il remporte la Coupe d'Espagne en 1954. Pour célébrer le titre, il grimpe sur la transversale du but.
Quique Martín met un terme à sa carrière sportive en 1958 après une saison avec Levante UD.
Il devient entraîneur jusqu'à l'âge de 44 ans. Fatigué de devoir déménager si souvent, il quitte le monde du football et devient chef des ventes dans l'entreprise de meubles Mariner où il travailla pendant 25 ans.

## Palmarès
- 3 Championnats d'Espagne : 1945, 1948 et 1949.
- 1 Copa de Oro Argentina : 1946.
- 1 Coupe d'Espagne : 1954.